# Herpen

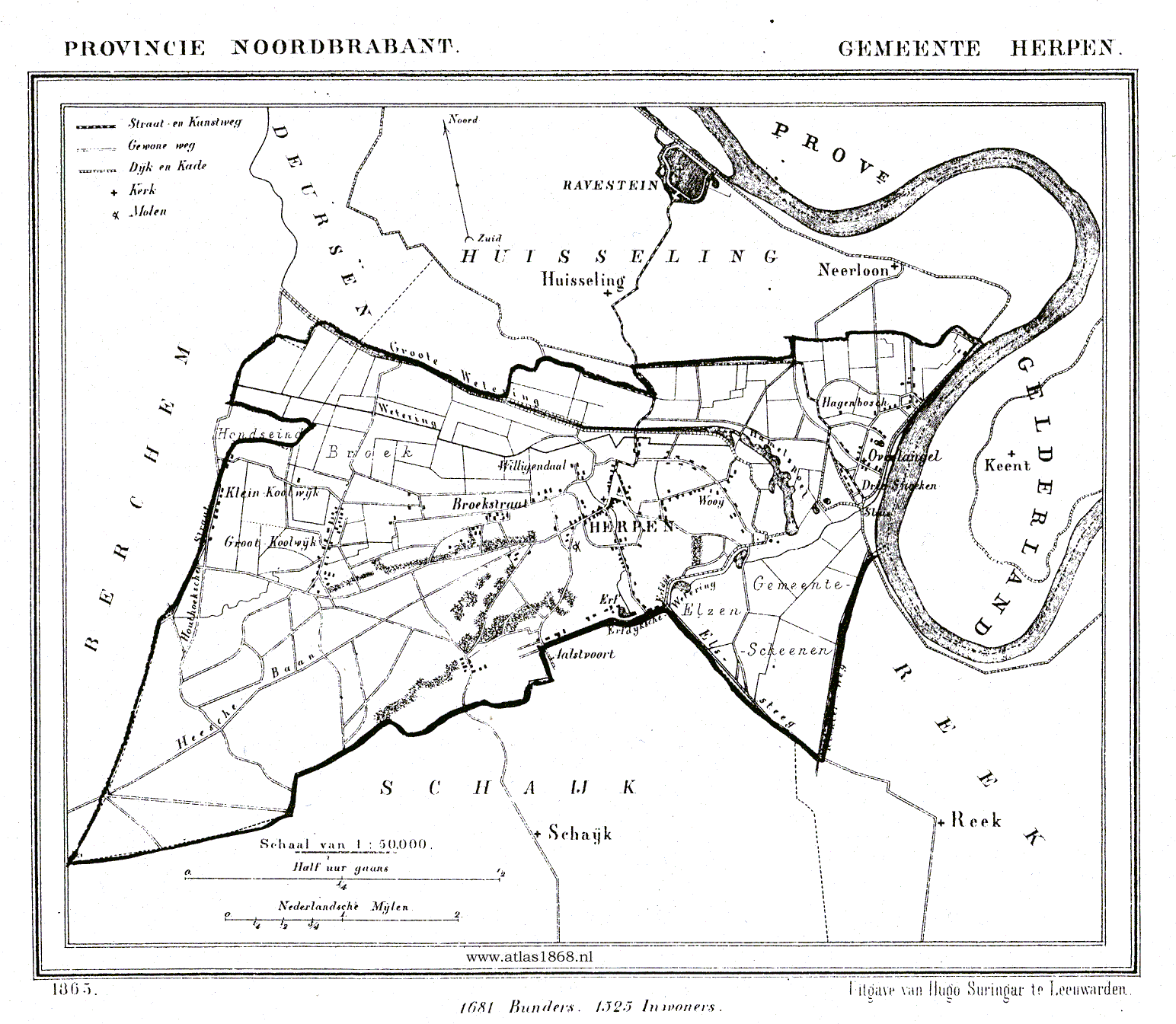
Herpen in 1865

Herpen (dialect: Hèrrepe) is een dorp in de Nederlandse provincie Noord-Brabant. Het dorp is gelegen tussen Oss en Nijmegen op enkele kilometers van de Maas. Op 1 januari 2023 telde het dorp 2.925 inwoners. Tijdens de carnavalsperiode ook wel bekend als 't Bônneland.
Tot 1941 vormde Herpen samen met het dorpje Overlangel en het gehucht Koolwijk de voormalige gemeente Herpen. In 1941 werd deze gemeente aan de voormalige gemeente Ravenstein toegevoegd. Op haar beurt werd de gemeente Ravenstein op 1 januari 2003 aan de gemeente Oss toegevoegd.

## Naam
Herpen (Herpina, Herpene, Erpene, Herpen) kan misschien afgeleid worden van harpa, scherpe kromming. Vergelijk ook Herpt bij Heusden. De meanderende Maas, die vroeger veel dichter bij Herpen liep dan nu, zou hier een scherpe bocht gemaakt kunnen hebben. De Hamels-poel tussen Herpen en Overlangel is een overblijfsel van een grotendeels verlande oude meander in de Maas.

## Geschiedenis

### Middeleeuwen
In Herpen stond vroeger het kasteel van de heren van Herpen. Deze heersten over het zogenaamde Land van Herpen, waartoe ook de dorpen Uden, Volkel en Boekel behoorden, vrijwel het hele latere Land van Ravenstein. Omstreeks 1360 werd dit kasteel afgebroken en dichter bij de Maas een nieuw kasteel gebouwd. Het rondom dit nieuwe kasteel gegroeide dorpje Ravenstein kreeg in 1380 stadsrechten. Daarna sprak men niet meer van land en heerlijkheid van Herpen, maar van land en heerlijkheid van Ravenstein.

#### Familie van Rhenen
Vermoedelijk was het Land van Herpen omstreeks 1140 een allodium dat in het bezit was van de Heren van Rhenen.
Tot 1178 was de heerlijkheid Herpen in handen van Dirk van Rhenen (ca. 1111-1178), burggraaf van Utrecht. Hij was een broer van Godfried van Rhenen († 27 mei 1178), de toenmalige bisschop van Utrecht. Dirks enige erfgenaam was zijn dochter Sophia van Rhenen. Zij was omstreeks 1160 getrouwd met Hendrik II van Cuijk (ca. 1130-1204), heer van Cuijk en Grave (later eveneens burggraaf van Utrecht). Waarschijnlijk is Sophia omstreeks 1191 overleden. Haar man droeg toen de tot dan toe allodiale heerlijkheid Herpen (allodium de Herpen) aan hertog Hendrik I van Brabant in leen op. Hendrik II van Cuijk werd in 1191 dus zelf de leenheer. Herpen was Brabants geworden.

#### Familie van Cuijk
In Herpen stond in ieder geval in 1196 al een kasteel (... apud castrum Herpen). De heren van Cuijk bleven echter in hun omstreeks 1140 te Grave gebouwde kasteel wonen.
Hendrik II van Cuijk werd in 1204 door zijn zoon Albert van Cuijk (ca. 1160-1233) opgevolgd. Albert was heer van Cuijk en Grave, Herpen, Escharen, Asten en Merum (Roermond) en ook hij was burggraaf van Utrecht. Hij trouwde met Hadewich van Meerheim. Na zijn dood in 1233 werden de verschillende heerlijkheden onder zijn drie zonen verdeeld: Hendrik III van Cuijk (ca. 1195-1254) kreeg Cuijk en Grave, Merum en de helft van Asten, Willem van Cuijk kreeg Escharen en de andere helft van Asten, en Rutger van Cuijk (ca. 1200-na 1267) kreeg Herpen. Rutger werd later Rutger I van Herpen genoemd. Hij was ca. 1230 met Maria van Diest getrouwd.
Toen Rutger stierf kwamen Cuijck en Grave aan zijn broer, Hendrik III van Cuijk. De dochter van Rutger en Maria, Aleidis van Herpen, was erfvrouwe van Herpen. Zij trouwde met Lodewijk II van Leefdael. Hun oudste zoon, Arnold van Leefdael, kreeg Leefdaal en de jongste zoon, Rutger van Leefdael, kreeg Herpen. Deze gaf in 1313 de gemeenterechten uit aan de inwoners van Boekel en Volkel. Hij trouwde omstreeks 1284 met Agnes van Kleef.
Het Cuijkse geslacht van Herpen stierf circa 100 jaar later in mannelijke lijn uit. Erfdochter Marina van Herpen, achterkleindochter van Rutger I van Herpen was getrouwd met Jan I van Valkenburg (ca. 1281-1356), heer van Born en Sittard en zo kwam de heerlijkheid Herpen (waarschijnlijk omstreeks 1324) in handen van de familie van Valkenburg.

#### Familie van Valkenburg
In 1339 wordt voor het eerst melding gemaakt van schepenen van Herpen.
Onder Jan I van Valkenburgs zoon Walraven van Valkenburg (†1378) verschoof het economische en bestuurlijke centrum van de heerlijkheid Herpen van Herpen naar Ravenstein. In 1355 bij het uitbreken van de Brabantse Successieoorlog was Walraven ongevraagd tol gaan heffen aan de Maas. Daartoe bouwde hij omstreeks 1360 het nieuwe, dichter bij de Maas gelegen, naar hem zelf genoemde kasteel Ravenstein. Het kasteel van Herpen werd afgebroken. In 1364 greep hertogin Johanna van Brabant in en belegerde het Ravenstein, maar zonder succes.
Walraven werd in 1378 opgevolgd door zijn halfbroer Reinoud van Valkenburg (†1396). Deze verleende de rondom het kasteel Ravenstein gegroeide nederzetting Ravenstein in 1380 stadsrechten. Daarmee was Herpens lot bezegeld. Het werd een onbeduidend dorpje in het land van Ravenstein.

#### Graafschap en hertogdom Kleef

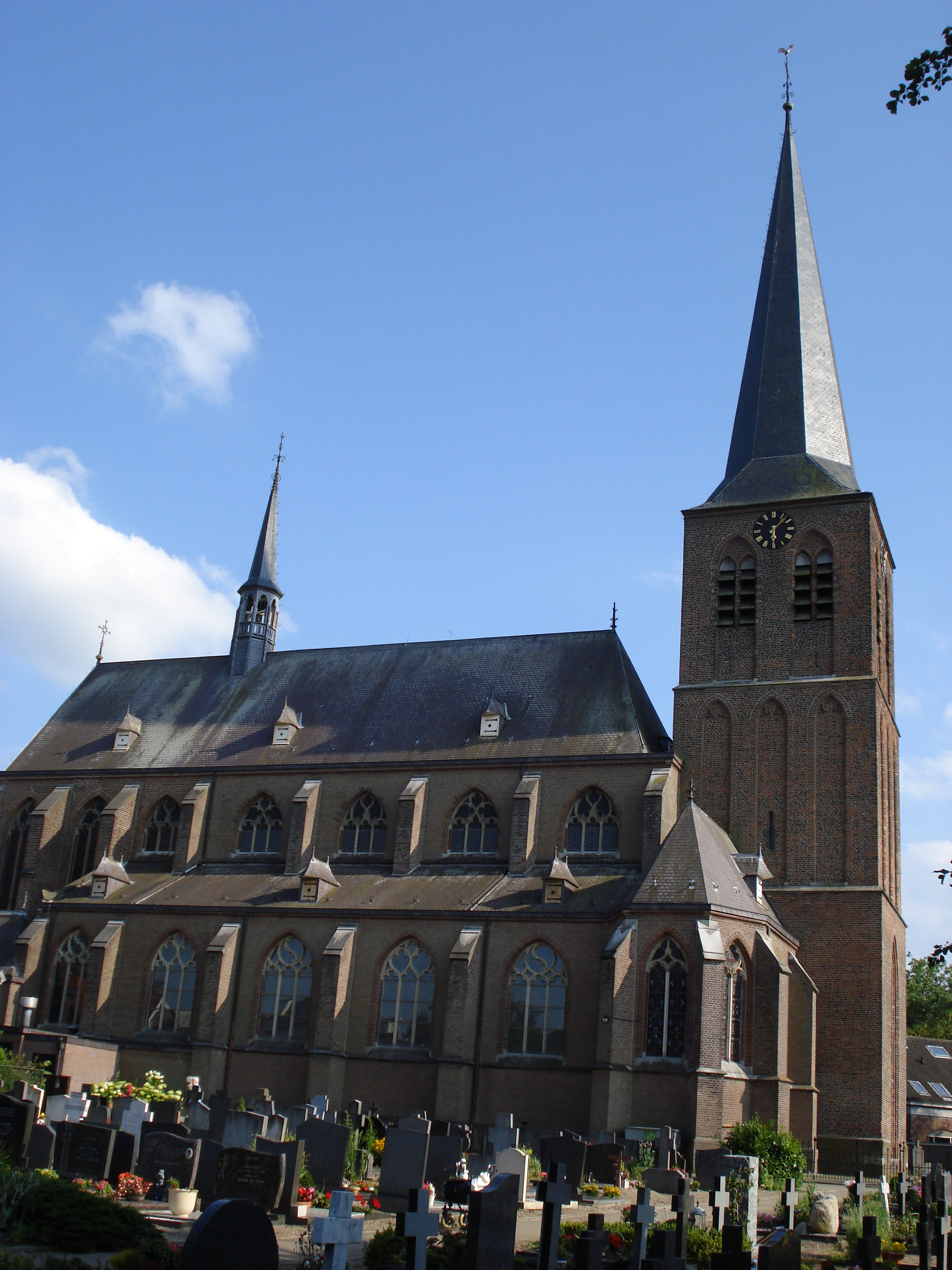
De Herpense Kerk

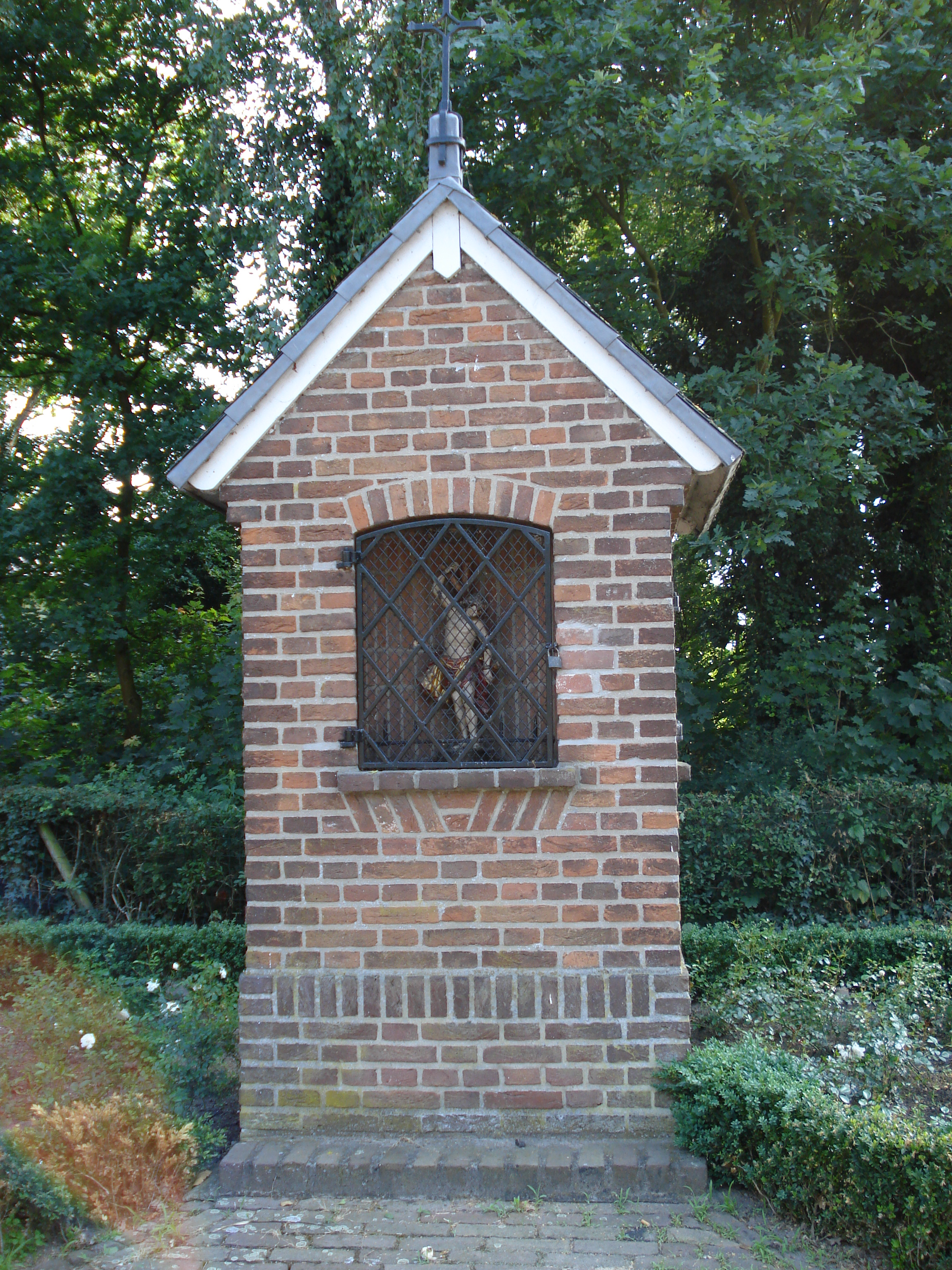
St.Sebastiaan wegkapelletje

Reinoud werd in 1396 opgevolgd door zijn neefje Simon von Salm (†1397), zoon van zijn zus Philippa van Valkenburg (†1364), maar Simon stierf een jaar later en zo kwam de heerlijkheid Ravenstein via Reinouds vrouw Elisabeth van Kleef (ca. 1378-ca. 1401) in handen van de graven, vanaf 1417 hertogen van Kleef. De Herpense kerk stamt uit de 15e eeuw. Tot 1609 hoorde het land van Ravenstein bij het hertogdom Kleef.

### Vroegmoderne tijd
Vanaf 1618 tot aan het "rampjaar" in 1672 werd het Land van Ravenstein feitelijk door de Republiek der Verenigde Nederlanden bestuurd en was in Ravenstein (met een korte onderbreking tussen 1631 en 1635) een Staats garnizoen gelegerd. Dat was voor de merendeels katholiek gebleven bevolking van Herpen een problematische tijd. De katholieke eredienst was immers verboden in de Republiek. Toen na 1672 de rechtmatige heer van Ravenstein, Philips Willem, hertog van Palts-Neuburg, Gulik en Berg (vanaf 1685 keurvorst van de Palts) het bestuur weer in handen kon nemen, werd godsdienstvrijheid ingevoerd. Daarvan profiteerden niet alleen de katholieken van Herpen, maar ook die van het naburige Oss en Berghem in Staats-Brabant, die nu in de Anna-kapel in de Koolwijk bij Herpen naar de kerk konden.

## Bezienswaardigheden

### Sint-Sebastiaankerk
De Kerk van Sint-Sebastiaan en Sint-Hubertus stamt uit de 15e eeuw. Het 15e-eeuwse middenschip, dat lager was dan het koor, werd in 1907 vervangen door een neogotisch schip dat even hoog was als het koor. In hetzelfde jaar zijn ook de sacristie, de Mariakapel en een bidkapel aangebracht.
Het koor is overdekt met een rijk netgewelf en dateert van het eind van de 15e eeuw of iets later. Toen men het gewelf restaureerde heeft men zeldzame schilderingen ontdekt, die heiligen en passie-voorwerpen toont, omringd door ranken. Vermoedelijk was dit een schenking van Filips van Kleef (1459-1528), de toenmalige Heer van Ravenstein.
In de kerk bevindt zich een 12e-eeuwse doopvont met koppen en symbolen van de vier evangelisten. In de doopkapel bevindt zich een gepolychromeerde Calvariegroep, door een 15e-eeuwse Nederrijnse kunstenaar, een beeldje van Sint-Sebastiaan, en een houten Mariabeeld uit ongeveer 1700.
De vlakopgaande toren stamt uit de 14e eeuw.
De kerk bevindt zich op een verhoging in het landschap.

### Overige bezienswaardigheden
- Het Heiligenhuisje is een aan de heilige Sebastiaan gewijd kapelletje bestaande uit een bakstenen zuiltje met aan alle zijden een nisje. In ieder nisje bevindt zich een heiligenbeeldje. Centraal staat het beeld van de heilige Sebastiaan. Het dateert al van vóór 1750 en de heilige werd aangeroepen ter bescherming tegen de pest. Het bevindt zich aan de Rogstraat bij de ingang van het dorp. Het huisje is gerestaureerd in 1939 en in 1994 werd het enkele meters verplaatst. In 2001 onderging het opnieuw een restauratie.
- Bevrijdingsmonument uit 1995, achter de kerk. Het is een monument voor de gevallen Herpenaren en de omgekomen bevrijders tijdens de Tweede Wereldoorlog.
- Klooster Henricus, voormalig klooster van de Franciscanessen uit Veghel (1896). Deze zusters openden in 1964 nog het bejaardentehuis Huize Maasland te Herpen maar zijn ondertussen vertrokken uit Herpen. Het klooster herbergt tegenwoordig Poolse gastarbeiders.
- Replica van de voormalige dorpspomp uit 1994
- Muziekkiosk uit 2000

## Natuur en landschap
Ten westen van Herpen liggen de Herpse Bossen, een gebied met onder meer zandverstuivingen. Vroeger vormden deze een bedreiging voor Herpen, en werden er eikenwallen aangelegd om het zand tegen te houden.
Een bedreiging die van het noorden, zuiden en oosten kwam was de Maas. De Maas vormde hier een zeer scherpe meander. In het zuiden van Herpen werd de Erfdijk aangelegd, voor het eerst vermeld in 1322. Deze moest worden onderhouden door iedereen die een erf langs de dijk had, vandaar de naam. Een aantal wielen, waaronder het Lindenwiel, getuigen hier van vroegere overstromingen. Ook ten noorden van Herpen stroomde de Maas. Hier ligt tegenwoordig de Hertogswetering met de plas De Hamelspoel (ook wel Putwielen genoemd). De plas is door een zandwinning ontstaan in 1970, het zand is gebruikt voor de aanleg van de A50 en de brug over de Maas bij Ravenstein.
Een recente bedreiging is de intensieve veeteelt in de omgeving van Herpen. De zogenaamde Q-koorts verspreidde zich tussen 2007 tot 2010 via een geitenboerderij in het Noord-Brabantse Herpen. Er zijn in Nederland rond de 4400 ziektegevallen bekend. Volgens het Rijksinstituut voor Volksgezondheid en Milieu zijn meer dan honderd mensen die ziek waren geworden aan de gevolgen overleden. Veehouders werden gecompenseerd voor de economische schade, de slachtoffers en hun nabestaanden kregen niets.

## Sport
Het dorp kent zijn eigen voetbalclub: Herpinia. Tevens kent Herpen een eigen tennisclub (VIP), tafeltennisclub (TTV Herpen) en jeugdschaakclub.

## Naburige kernen
Huisseling, Overlangel, Koolwijk, Schaijk

## Bekende Herpenaren

### Geboren
- Elise Uijen, wegwielrenster

### Woonachtig
- Alfons Olde Loohuis, huisarts & expert zoönosen
- Maikel Verberk, darter